# AC3Filter
AC3Filter je dekodér (filtr) AC3 a DTS streamu. Umožňuje dekódování těchto zvukových streamů obsažených ve videosouborech a nabízí možnost je odesílat na SPDIF. Další výhodou je upmixování jakéhokoliv zdroje zvuku.